# Туймазинский татарский драматический театр
Туймазинский государственный татарский драматический театр — татарский государственный профессиональный театр Республики Башкортостан.

## История
Театр был учрежден Постановлением № 78 Совета министров Башкирской АССР от 6 апреля 1990 года.
Открылся театр в 1991 году спектаклем «Ак колфак» по пьесе М. Файзи.
Изначально основу труппы составили самодеятельные артисты.
Позднее в Уфимском государственном институте искусств специально для театра были подготовлены 2 актерские группы.
Первый театральный сезон состоялся 2 декабря 1991 года.
Театр открылся на базе бывшего здания Дома культуры по улице Суворова г. Туймазы Республики Башкортостан.
В 1992 году театр получил новое здание.

## Репертуар
- «Ак колфак» по пьесе М. Файзи
- «Три аршина земли» А. Гилязева
- «Журавлиные перья» Дз. Киносита
- «Аршин мал алан» Г. Хаджибекова
- «Театр-татар-базар» И. Юзеева
- «Дядя Ваня» А. П. Чехова
- «Наш одуванчик» Р. Солнцева
- «Древо жизни» Ф. Яруллина
- «Портфель» Н. Исанбета
- «Треугольник любви» Ф. Галеева
- «Любовный треугольник» Г. Каюмова
- «Девушка из Индии» Г. Каюмова
- «Звезда моя» Ш. Рахматуллина
- «Убийца» Ш. Рахматуллина

## Достижения
- Премия V Республиканского театрального фестиваля им. К. Тинчурина в Казани («Ночь лунного затмения», номинация «За лучшую режиссерскую работу» — Ф. Касимова, 1999)
- Лауреат II Фестиваля театров малых городов России в Москве («Коварство и любовь», постановка — О. Ханов, 2000).